# Love You Like a Love Song
"Love You Like a Love Song" är det amerikanska bandet Selena Gomez & the Scenes andra singel från deras tredje studioalbum When the Sun Goes Down. Singeln släpptes den 17 juni 2011 och musikvideon hade premiär den 23 juni.

## Bakgrund
En månad efter releasen av "Who Says" talades det redan om en release av en ny singel, kallad "Love You Like a Song", ett rykte som uppstod när det preliminära namnet på albumet var fortfarande Otherside. Den 30 april 2011  bekräftade Rock Mafia genom Twitter att "Love You Like a Song" inte var korrekt, utan det korrekta namnet var egentligen "Love You Like a Love Song" eller "Lovesong". I maj bekräftade media att det officiella namnet av sånger var "Love You Like a Love Song."
Gomez pratade om sången:
"Den här sången är rolig och jag ville att den skulle vara high fashion och annorlunda, så jag tycker att vi åstadkom med det. Den talar i stort sett om hur galet kär du är i någon redan från början."

## Musikvideo
Gomez spelade in musikvideon till "Love You Like a Love Song" i Malibu, Kalifornien den 19 maj 2011. 
Musikvideon hade premiär på YouTube-kanalen VEVO den 23 juni. I musikvideon är Gomez på en karaokeklubb tillsammans med sitt band. I början är det någon som sjunger en snutt ur bandets låt "Naturally" innan Gomez intar scenen och börjar sjunga till "Love You Like a Love Song". Samtidigt börjar olika sekvenser visas upp på skärmen som visar låttexten. Bland annat går hon hand i hand med en kille på stranden, åker i en bil med en kille som har en rockabilly-look, ligger på ett piano i en gammaldags outfit samt står ute på en åker omringad av ett band och försöker slå ner en piñata.
Mot slutet av musikvideon, tillbaka på karaokeklubben, ser man att alla killarna i de olika sekvenserna sitter i den lilla publikskaran innan Gomez kliver av scenen.

### Kontrovers

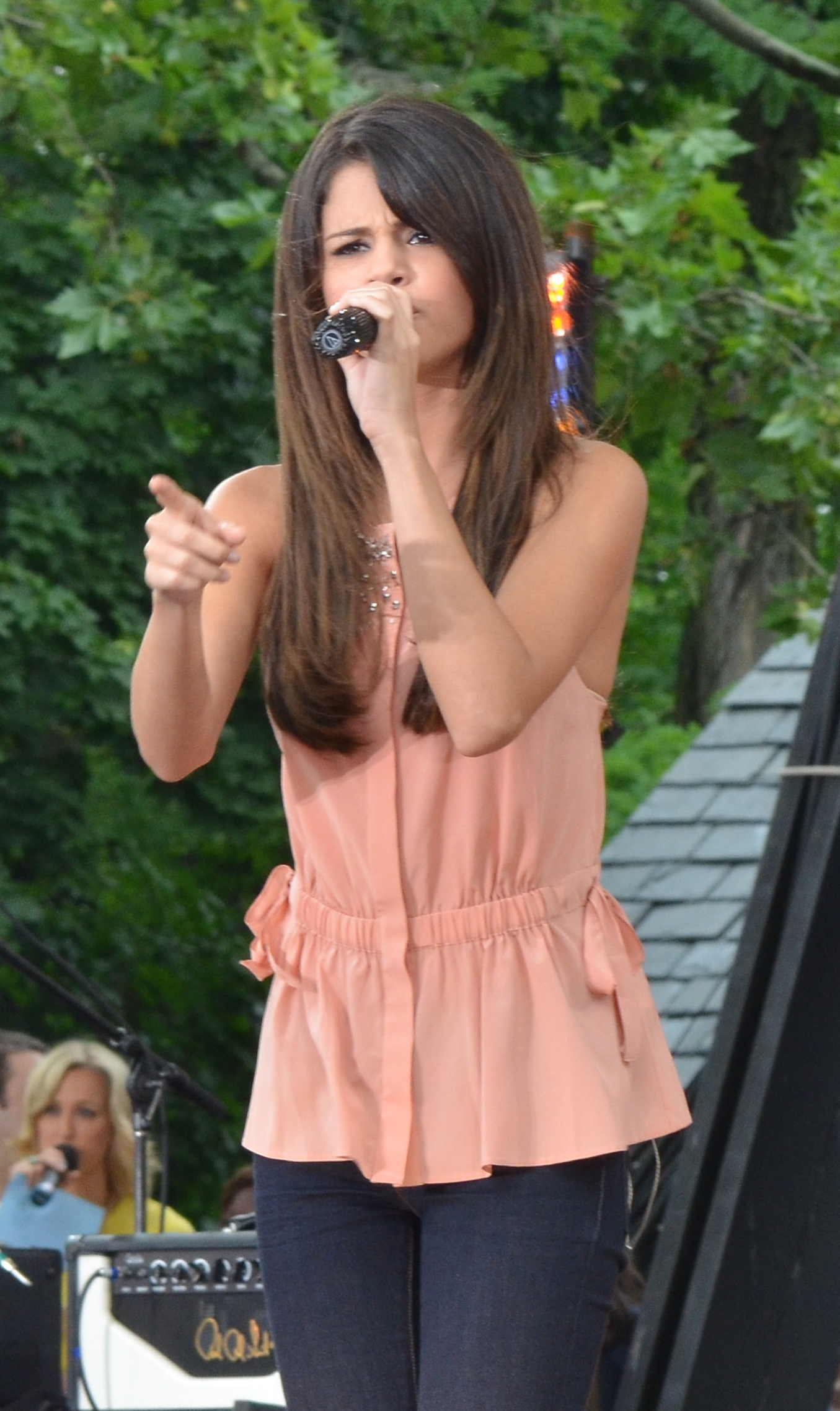
Gomez framför "Love You Like a Love Song" live för första gången i Good Morning America.

Sångerskan Pink skrev på Twitter, riktat till djuraktivister att hon sett hästar blivit målade rosa inför en inspelning av en "korkad musikvideo". Det visade sig sedan att det var Gomez musikvideo som hon syftat på.
I slutändan klipptes scenerna med de målade hästarna bort från musikvideon.

### Mottagande
Videon mottog en positiv recension från Idolator, som sa att den var 'väldigt underhållande'.

## Liveframträdanden
Den 17 juni 2011 framförde bandet "Love You Like A Love Song" live för första gången i Good Morning America. Söndagen den 7 augusti framfördes sången live vid 2011 års upplaga av Teen Choice Awards. "Love You Like A Love Song" framförs även live vid varje konsert under deras turné "We Own the Night Tour".

## Tracklista
Digital download
1. "Love You Like a Love Song" — 3:08

Remixes (EP)
1. "Love You Like a Love Song" (Radio Version) — 3:09
2. "Love You Like a Love Song" (Radio Instrumental) — 3:06
3. "Love You Like a Love Song" (The Alias Radio Mix) — 3:28
4. "Love You Like a Love Song" (The Alias Club Remix) — 5:47

Promo CD-singel
1. "Love You Like a Love Song" (Radio Version) — 3:09
2. "Love You Like a Love Song" (Album Version) — 3:08

Andra versioner
- Dave Audé Remix
- Jump Smokers Remix

## Topplistor
| Lista (2011)                      | Topplacering |
| --------------------------------- | ------------ |
| Australien (ARIA Charts)          | 48           |
| Belgien (Flandern)                | 15           |
| Belgien (Vallonien)               | 14           |
| Danmark (Tracklisten)             | 31           |
| Irland (IRMA)                     | 49           |
| Kanada (Canadian Hot 100)         | 17           |
| Norge (VG-lista)                  | 14           |
| Nya Zeeland (RIANZ)               | 21           |
| Spanien (PROMUSICAE)              | 41           |
| Storbritannien (UK Singles Chart) | 58           |
| Sverige (Sverigetopplistan)       | 41           |
| Ungern (Mahasz)                   | 32           |
| USA (Billboard Hot 100)           | 35           |
| USA (Billboard Pop Songs)         | 31           |

### Certifieringar
| Land              | Certifiering |
| ----------------- | ------------ |
| Australien (ARIA) | Guld         |
| USA (RIAA)        | 2x Platina   |
| Sverige (GLF)     | Guld         |

## Utgivningshistorik
| Land    | Datum        | Format           |
| ------- | ------------ | ---------------- |
| USA     | 17 juni 2011 | Digital download |
| Sverige | 21 juni 2011 | Digital download |